# Animalada (película)
 Animalada es una película de Argentina filmada en colores dirigida por Sergio Bizzio sobre su propio guion que se estrenó el 6 de septiembre de 2001 y que tuvo como actores principales a Carlos Roffé, Cristina Banegas, Carolina Fal, Walter Quiroz y  José María Monje. Fue filmada en la localidad de General Rodríguez en la provincia de Buenos Aires y tuvo preestreno en la Semana de Cine Argentino de Salta. Bizzio había ganado el premio Emece de novela en 2000.

## Sinopsis
Un viejo estanciero comienza a mantener relaciones sexuales con una oveja y como consecuencia destruye a su familia.

## Reparto
- Carlos Roffé …Alberto
- Cristina Banegas …Natalie
- Carolina Fal …Paula
- Walter Quiroz …Gastón
- José María Monje …Miranda
- Rafael Spregelburd
- Facundo Galván
- Hilda Bernard
- Alfredo Iglesias
- Antonio Ugo
- Julieta Ortega
- Silvina Bosco
- Federico Tiara

## Comentarios
Diego Lerer en Clarín dijo:

”…experimento extraño desde lo narrativo que no consigue trasladar ese atrevimiento al terreno formal…una curiosa mezcla de audacia y convención, riesgo y rutina, que no termina de cerrar, aunque entrega unos cuántos momentos apreciables. El filme… combina escenas logradas con otras especialmente fallidas. Por cada idea original, cómicamente absurda o inspirada…hay un chiste malo, una escena totalmente filmada fuera de foco o actuaciones que desentonan y que hacen acordar a esperpentos del pasado fílmico nacional…es imposible no fastidiarse con el tempo parsimonioso de la puesta en escena, lo predecible de ciertas ironías sobre comportamientos humanos, y algunos apuntes sociales que se disparan al espectador con la sutileza de un elefante en un bazar…cine viejo, desteñido, revestido por una falsa concepción de modernidad. Y una idea simpática, sí, pero que no da para mucho más que un cortometraje.” 

Paraná Sendrós en Ámbito Financiero escribió:

”…es ofiginal, lo cual no significa que sea bueno…personajes sabrosos...algunos diálogos bien armados…una resolución alargada, sin pies ni cabeza”

Luciano Monteagudo en Página 12 opinó:

”…proyecto fallido…Burlarse de la aristocracia rural argentina de la forma estereotipada en que lo hace no parece capaz de sacudir ninguna conciencia.”

Manrupe y Portela escriben:

”Jugando con los bordes entre lo audaz y lo inaceptable…apela a una zoofilia animosamente provocadora que esconde una confrontación social.”

## Nominaciones y premios
Animalada ganó el concurso del Instituto Nacional de Cine y Artes Audiovisuales en la categoría “Ciudad de Buenos Aires” y fue candidata al premio a la mejor película en el Festival Internacional de Cine Independiente de Buenos Aires de 2001.